# Дешеча вас
Дешеча вас (на словенски: Dešeča vas) е село в Словения, регион Югоизточна Словения, община Жужемберк. Според Националната статистическа служба на Република Словения през 2015 г. селото има 68 жители.